# Chenopodium binzianum
Chenopodium binzianum là loài thực vật có hoa thuộc họ Dền. Loài này được Aellen & Thell. mô tả khoa học đầu tiên năm 1916.